# Northampton
Northampton – miasto w Wielkiej Brytanii, w Anglii, ośrodek administracyjny hrabstwa Northamptonshire, w dystrykcie (unitary authority) West Northamptonshire. Położone 108 km na północ od Londynu, nad rzeką Nene. W 2021 roku miasto liczyło 243 520 mieszkańców. Miasto jest ważnym ośrodkiem przemysłowym regionu East Midlands. Northampton jest wspomniana w Domesday Book (1086) jako Hantone/Northantone.
Przedsiębiorcą w Northampton, polskim działaczem emigracyjnym oraz burmistrzem miasta został Józef Raca.

## Gospodarka
Tradycyjnie miasto było dużym ośrodkiem szewskim i rzemiosła skórzanego. Obecnie działalność ta prawie całkowicie zanikła ograniczając się jedynie do kilku niewielkich fabryk. Zastąpił ją głównie przemysł spożywczy i mineralny oraz usługi finansowe reprezentowane przez takie firmy jak: Barclays Bank, Nationwide Building Society, Panasonic, Travis Perkins, Coca Cola, Cadbury Schweppes, National Grid i Carlsberg. Do największych pracodawców należy również University of Northampton.

## Polonia
Po przystąpieniu Polski do Unii Europejskiej, w Northampton osiedliło się wielu polskich imigrantów. W mieście powstały polskie sklepy, zakłady fryzjerskie i restauracje. W centrum Northampton mieści się też polska parafia katolicka pod wezwaniem św. Stanisława i św. Wawrzyńca.

## Miasta partnerskie
- Marburg
- Poitiers

## Galeria zdjęć

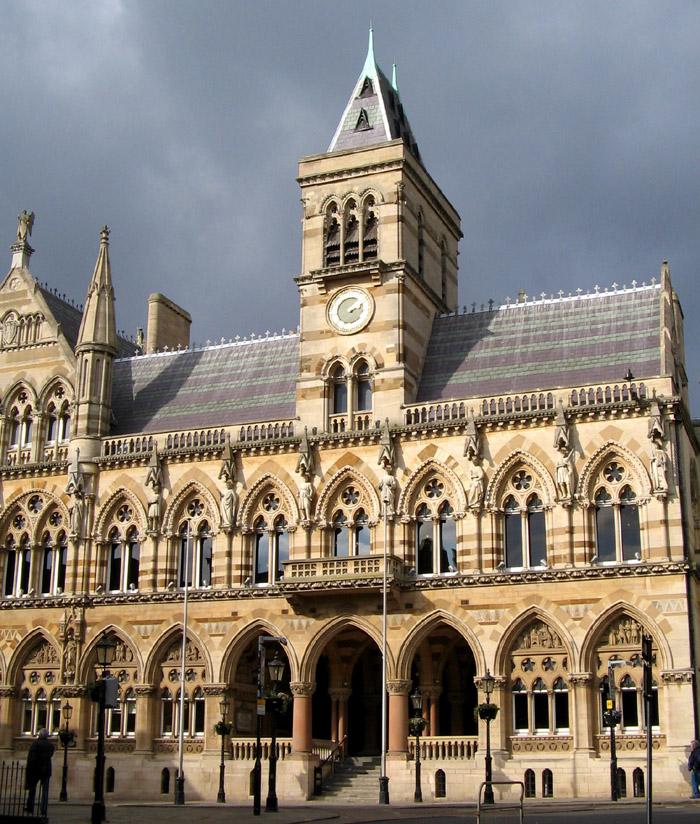
Ratusz miejski na rynku
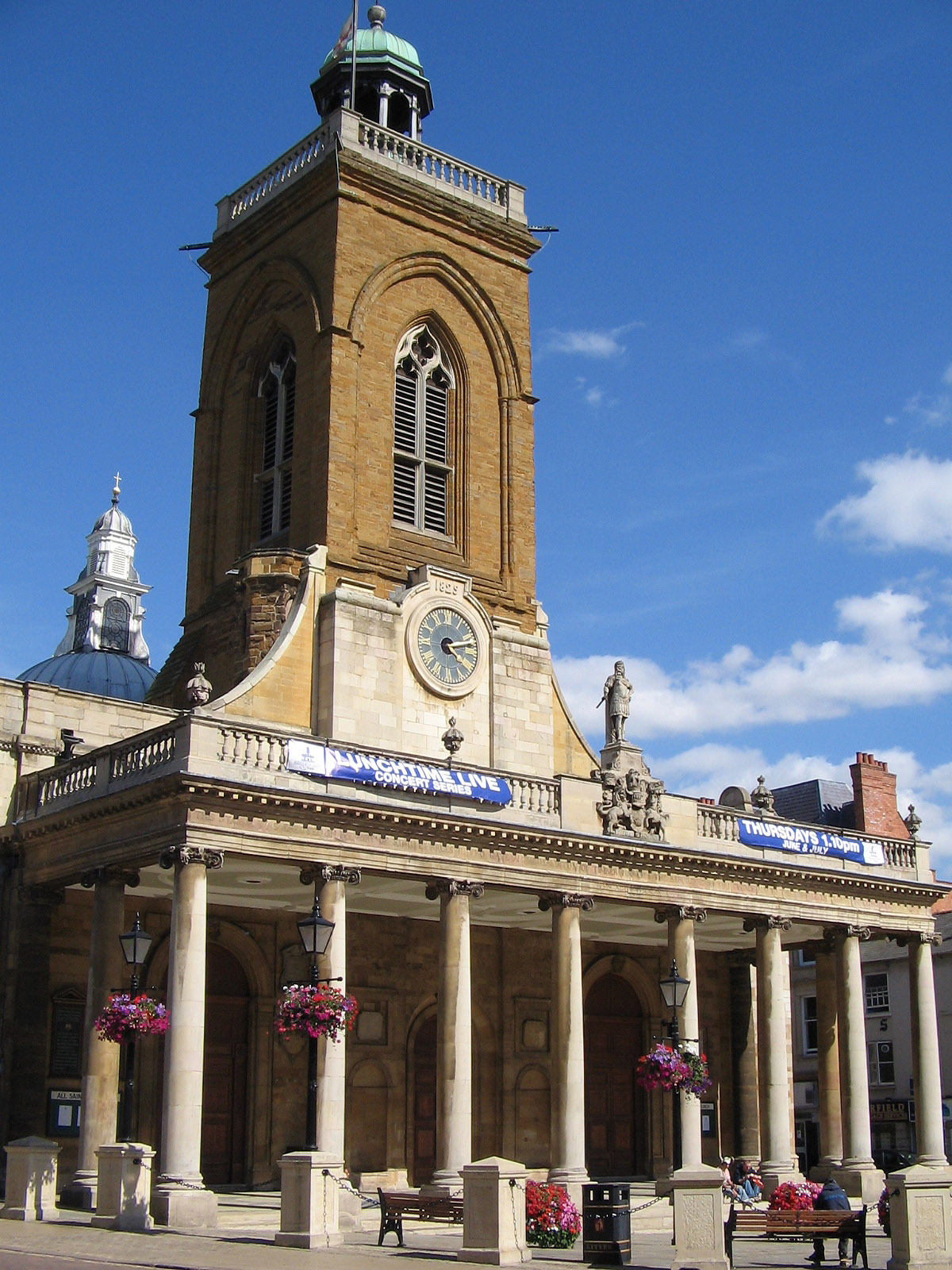
Kościół Wszystkich Świętych
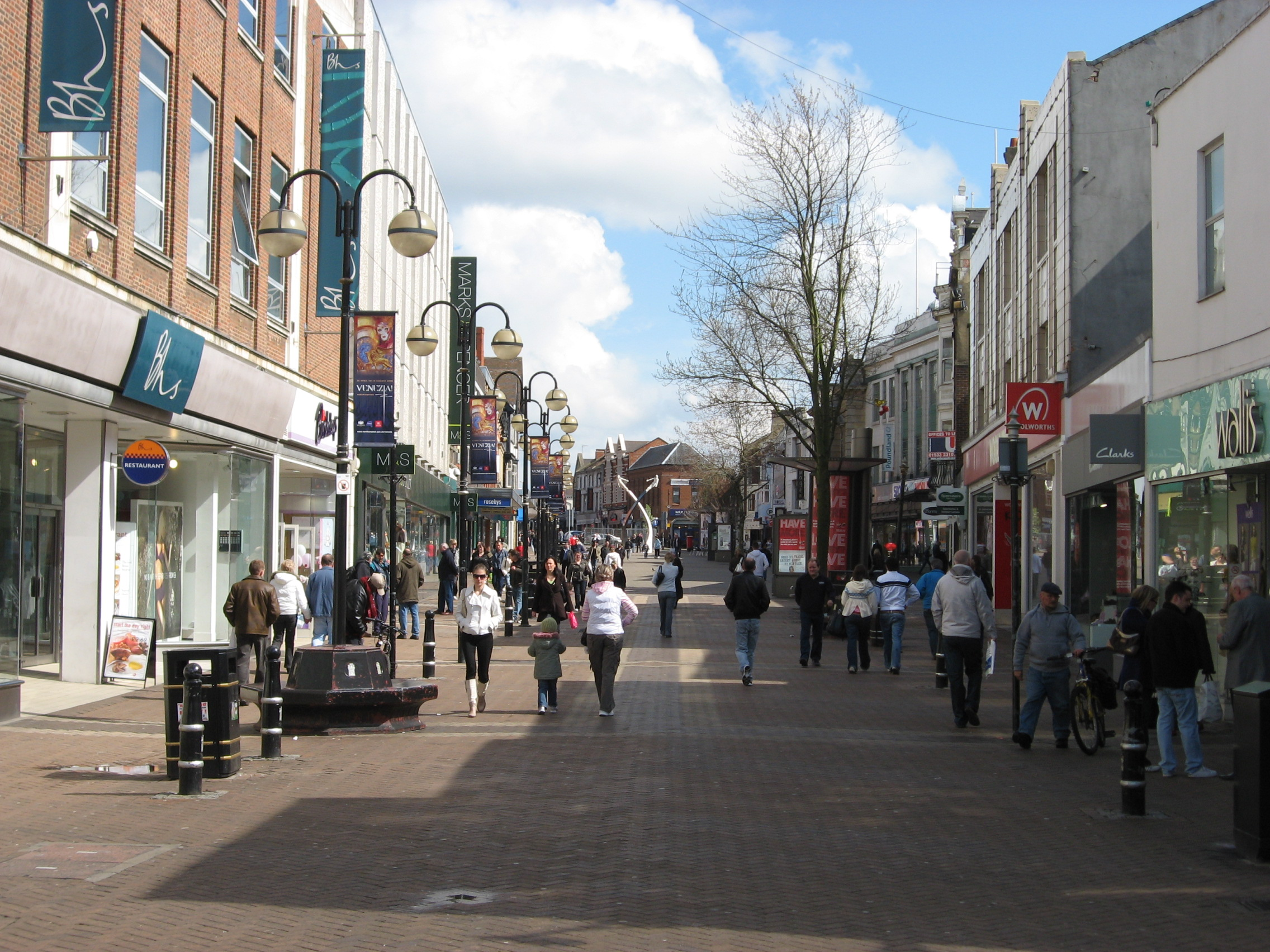
Deptak w centrum miasta
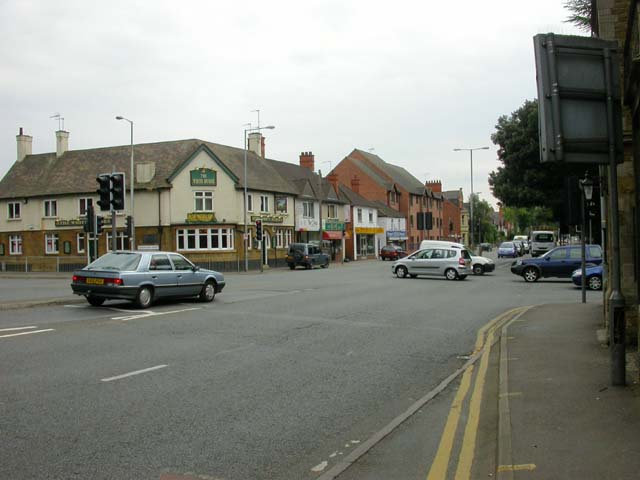
Ulica w Northampton
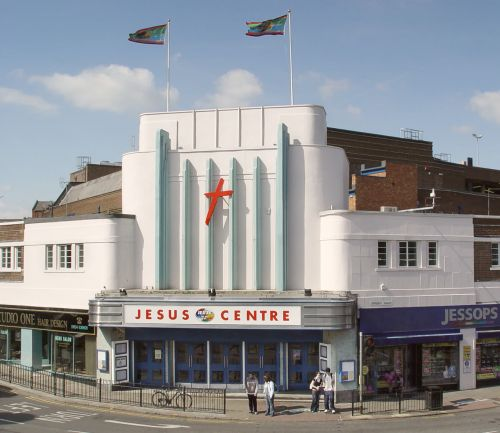
Siedziba organizacji charytatywnej w dawnym budynku kina.